# Vågsbygd
Vågsbygd es la mayor ciudad de Kristiansand con cerca de 22000 habitantes. Hasta 1965, Vågsbygd era parte del municipio de Oddernes. Se extiende a 10,5 millas al oeste, pero al sur de la ciudad se encuentran barrios residenciales, Fiskå, Slettheia, Åsane, Kjerrheia, Kjos, Voiebyen, Bråvann, Andøya, Sjøstrand y Møvig. Desde Møvig se puede observar Fredriksholm festning y al Flekkerøya, que a menudo no se considera parte de Vågsbygd. La iglesia Vågsbygd es de 1967. También hay una iglesia en Flekkerøy, construida en 1960, mientras que la Iglesia Voie, se llama "la iglesia de trabajo", se creó en 1990.

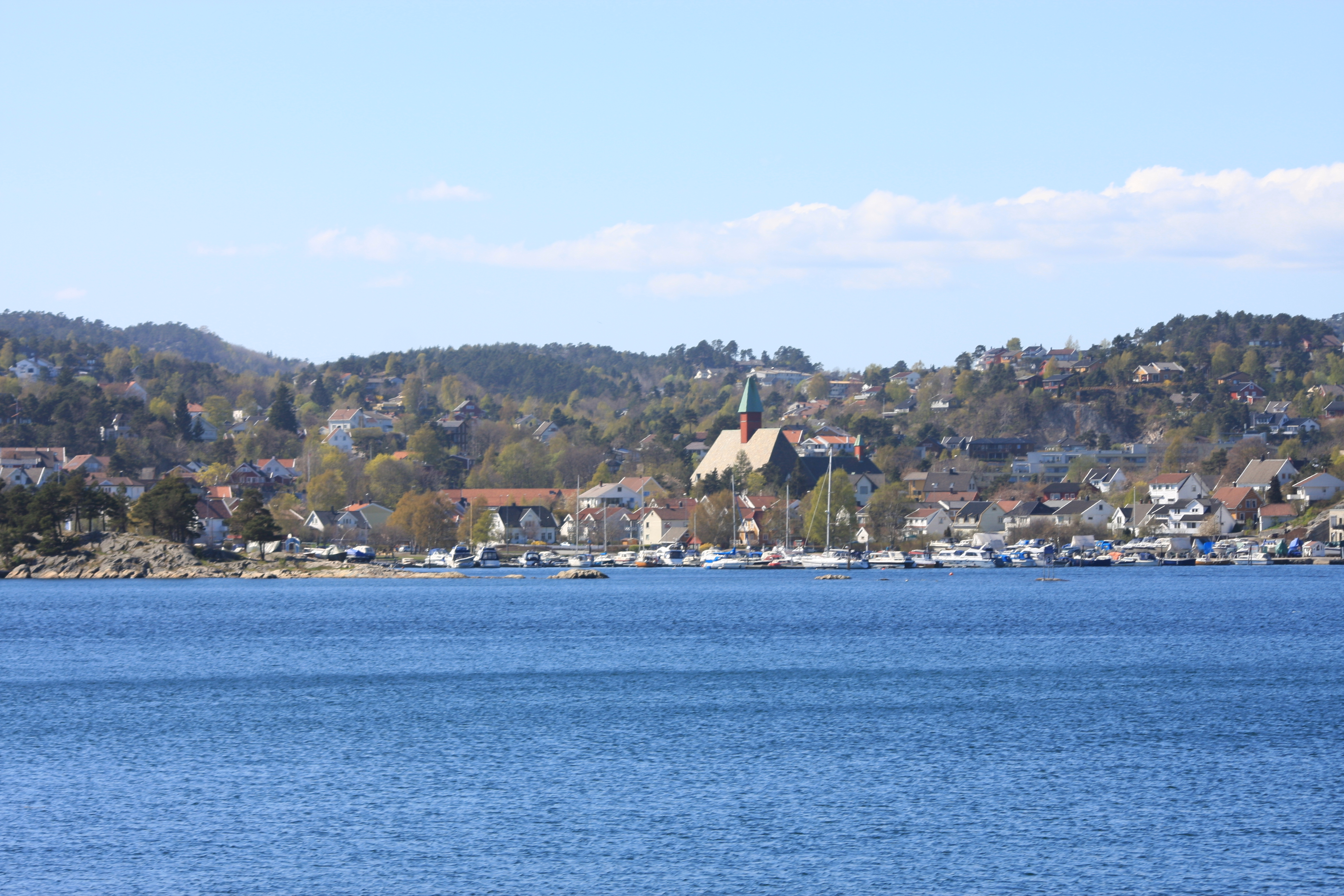
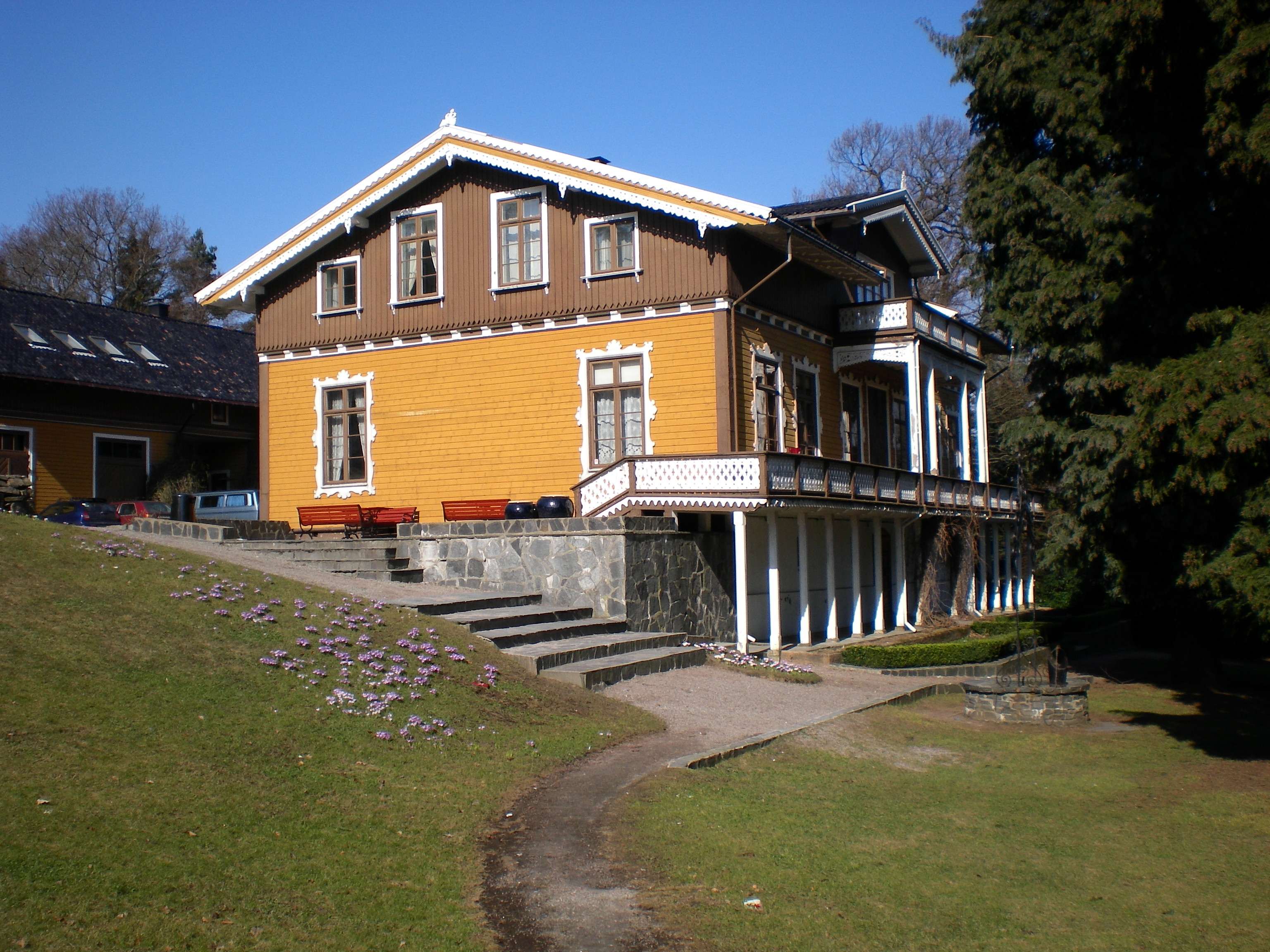
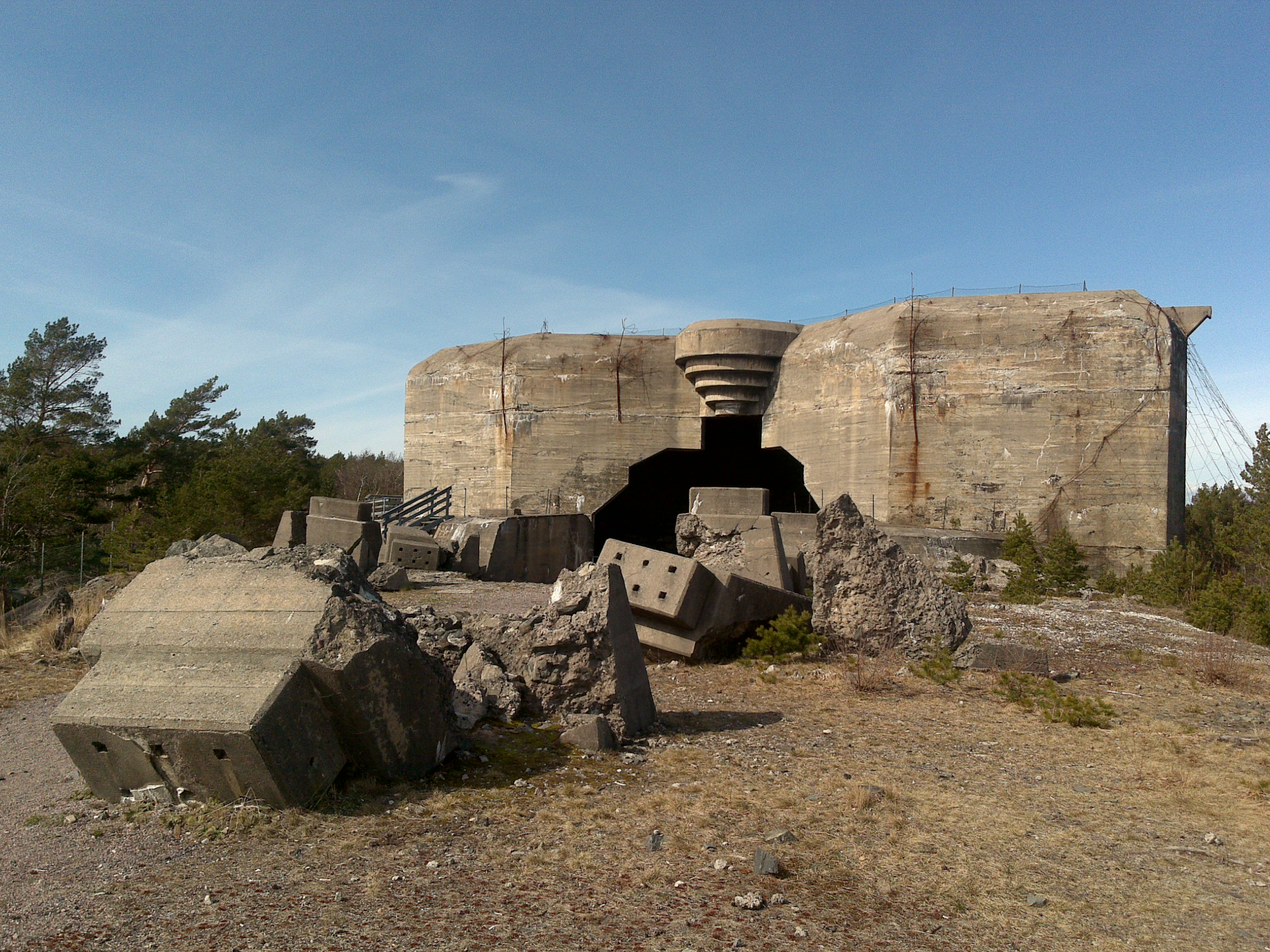
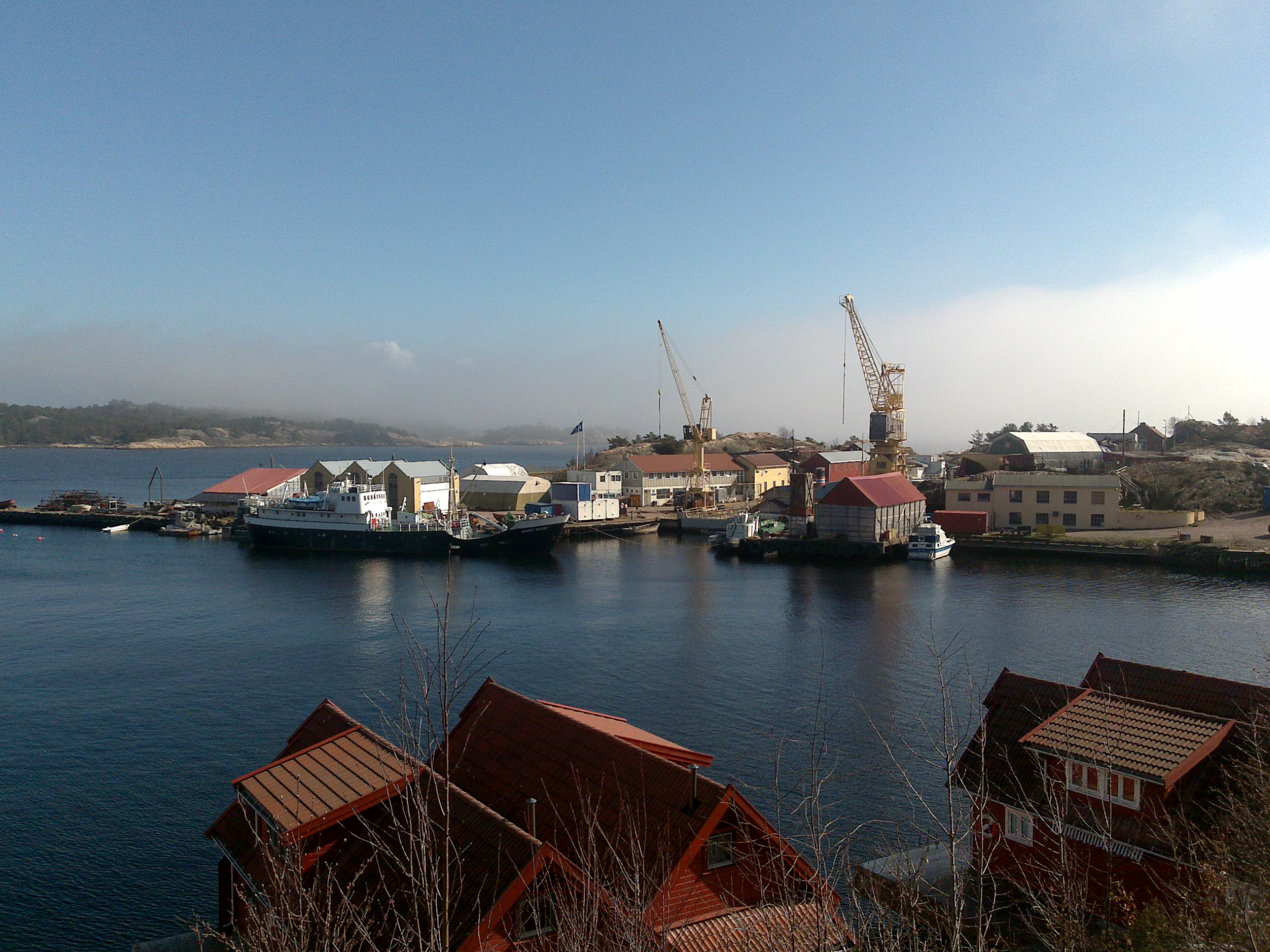